# دا- وين سان
سان داوين (صينية مبسطة: 孙大文؛ صينية تقليدية: 孫大文؛ بينيين: Sūn Dàwén)، أكاديمي وبروفيسور صيني، وعضو في ست أكاديميات، بما في ذلك الأكاديمية الملكية الأيرلندية، الأكاديمية الأوروبية (أكاديمية أوروبا)، الأكاديمية البولندية للعلوم، الأكاديمية الدولية لعلوم وتكنولوجيا الأغذية،الأكاديمية الدولية للهندسة الزراعية والنظم الحيوية، والأكاديمية الدولية للتبريد. كما يشغل منصب رئيس اللجنة الدولية للهندسة الزراعية وهندسة النظم الحيوية.

## حياته
وُلد البروفسور سان داوين في الصين الجنوبية. حصل على درجتي البكالوريوس والماجستير في الهندسة الميكانيكية وعلى درجة الدكتوراه في الهندسة الكيميائية بجمهورية الصين. عمل في العديد من الجامعات بأوروبا حيث أصبح في عام 1995 أول شخص يحمل الجنسية الصينية يتم تعيينه في وظيفة ثابتة بالجامعات الأيرلندية وذلك عندما تبوأ أولى وظائفه كمحاضر بالجامعة الأهلية بأيرلندا (الكلية الجامعية بدبلن) ومن حينها وهو مستمر في الترقي للوظائف الأعلى كمحاضر أول ثم أستاذ مشارك ثم أستاذ دكتورفي فترة زمنية قياسية. يعمل الدكتور سان حالياً كأستاذ لهندسة الغذاء والنظم الحيوية ومدير الجماعة البحثية المتخصصة في أبحاث تجميد الغذاء وتكنولوجيا الغذاء بواسطة الحاسب الآلى بالكلية الجامعية بدبلن.
تضمنت أنشطته البحثية العديد من المجالات مثل نظم وعمليات التبريد والتجفيف والتجميد، جودة وسلامة الغذاء، محاكاة العمليات الحيوية، وتكنولوجيا الرؤية الحاسوبية. وبصفة خاصة فقد لاقت أبحاثه في مجالات التبريد لإطالة العمر التخزيني للخضروات والفاكهة انتشاراً واسعاً إقليمياً وعالمياً مثل تفريغ الحوم المطهية ومراقبة جودة البيتزا بواسطة رؤية الحاسب واستخدام الأغلفة القابلة للأكل. نشرت نتائج أعماله في أكثر من 200 ورقة بحثية في مجلات عالمية وأكثر من 200 ورقة بحثية في مؤتمرات دولية.
وكمعلم بارز في مجال هندسة الغذاء فقد ساهم الدكتور سان بالكثير في هذا المجال حيث درب العديد من طلاب الدكتوراه والذين كانت لهم إسهاماتهم الخاصة في الصناعة والتعليم. كما ألقى بصورة منتظمة العديد من المحاضرات عن تطورات هندسة الغذاء في الكثير من المعاهد الأكاديمية الدولية والعديد من الكلمات المؤثرة في العديد من المؤتمرات الدولية. ولكونه ذو مكانة بارزة في مجال هندسة الغذاء فقد مُنح درجة الأستاذية كمشارك وزائر ومستشاراً بأكبر عشر جامعات بالصين مثل جامعة جيجيانج - جامعة شانغهاي للاتصالات - معهد هاربين للتكنولوجيا - جامعة الصين الزراعية – جامعة جنوب الصين للتكنولوجيا - جامعة جيجيانج.
وتقديراً لاسهاماته الفعالة في مجال هندسة الغذاء وقيادته المرموقة في هذا الحقل فقد منح جائزة الاستحقاق والجدارة من المفوضية الدولية للهندسة الزراعية عامي 2000 و2006. كما مُنح لقب «مهندس الغذاء لعام 2004» من معهد المهندسين الميانيكيين (IMechE) بالمملكة المتحدة. في عام 2008 منحته المفوضية الدولية للهندسة الزراعية CIGR جائزة التقدير لإنجازاته المميزة كواحداً من أفضلعشرة علماء في الهندسة الزراعية في العالم.
والبروفسور سان هو زميل معهد المهندسين الزراعيين وزميل مهندسي إيرلندا (معهد المهندسين بإيرلندا). حصل أيضاً على العديد من الجوائز للتميز في التدريس والبحث مثل زمالة رئيس دبلن جامعة للبحوث، كما حصل مرتين على جائزة رئيس الجامعة للبحوث بالكلية الجامعية بدبلن. وهو عضو في المجلس التنفيذي للمفوضية الدولية للهندسة الزراعية ونائب الرئيس الشرفي لهذه الوكالة، ورئيس تحرير مجلة تكنولوجيا الغذاء والتصنيع الحيوي، ومحرر سلسلة «هندسة الغذاء المعاصرة» ومحرر سابق بمجلة هندسة الغذاء، وعضواً بهيئة التحرير لمجلة هندسة الغذاء ومجلة هندسة التصنيع الغدائي ومجلة أجهزة ومجسات جودة وسلامة الغذاء ومجلة التشيك لعلوم الغذاء، وهو مهندس مسجل بالمجلس البريطاني بالمملكة المتحدة.

## جوائز
حصل صن على العديد من الجوائز منها:
- درجة الدكتوراه الفخرية من جامعة بريفادا ديل نورتي في بيرو، 2018.[10]
- عضوية كاملة (كأكاديمي) في الأكاديمية الدولية للتبريد 2018.[7]
- زمالة الأكاديمية الدولية لهندسة النظم الزراعية والحيوية، 2016.[11]
- زمالة الأكاديمية الدولية لعلوم وتكنولوجيا الأغذية ، 2012.[12][13]
- عضو أجنبي في الأكاديمية البولندية للعلوم ، 2017.[14]
- عضو في أكاديمية أوروبا، 2011.[15][16]
- عضو الأكاديمية الملكية الأيرلندية، 2010.[17]
- جائزة زمالة 2010، من اللجنة الدولية للهندسة الزراعية وهندسة النظم الحيوية - سابقًا الهيئة الدولية للهندسة الزراعية.
- زمالة معهد المهندسين الأيرلندي (مهندسون إيرلندا)، 2009
- جائزة تقدير 2008، من اللجنة الدولية للهندسة الزراعية.
- جائزة الزمالة 2007، من رابطة علماء الأغذية والتقنيين في الهند.
- جائزة الاستحقاق 2006، من اللجنة الدولية للهندسة الزراعية.
- جائزة أفضل مهندس أغذية 2004، من معهد المهندسين الميكانيكيين، المملكة المتحدة.[18][19][20]
- جائزة الاستحقاق 2000، من اللجنة الدولية للهندسة الزراعية.[21][22]

## مؤلفات
- Hyperspectral Imaging for Food Quality Analysis and Control, Elsevier, 2009
- Infrared Spectroscopy for Food Quality Analysis and Control, Elsevier, 416 pp., ISBN 978-0-12-374136-3, 2009
- Modern Techniques for Food Authentication, Elsevier, 684 pp., ISBN 978-0-12-374085-4, 2008
- Computer Vision Technology for Food Quality Evaluation, Elsevier, 608 pp., ISBN 978-0-12-373642-0, 2008
- Computational Fluid Dynamics in Food Processing, CRC Press, 760 pp., ISBN 978-0-8493-9286-3, 2007
- Handbook of Frozen Food Processing and Packaging, CRC Press, USA, 737 pp., ISBN 978-1-57444-607-4, 2006
- Thermal Food Processing: New Technologies and Quality Issues, CRC Press, 640 pp., ISBN 978-1-57444-628-9, 2006
- Emerging Technologies for Food Processing, Elsevier, 792 pp., ISBN 978-0-12-676757-5, 2005
- Advances in Food Refrigeration, Leatherhead Publishing, 482 pp., ISBN 0-905748-83-2, 2001
- The University Structure and Curricula on Agricultural Engineering, Food and Agriculture Organisation of the United Nations, 233 pp., ISBN 92-5-104447-3, 2000

## هامش
1. UCD Professor tops the world rankings in Agriculture Sciences
2. It’s cooler to work with a vacuum, FOOD manufacture magazine, pages 53–54, May 2004
3. Plus magazine: Fuzzy pizza
4. The Times Higher Education Supplement: Pizza's perfect with chips
5. New Scientist: We hear that
6. Pizza marketplace: Irish researchers develop perfect pizza scanner
7. New Scientist: Soya film has fresh fruit all wrapped up
8. UCD developing fruit and veg preserve, P. 12, Checkout Ireland, Vol. 28, No. 2, March, 2002
9. The Daily Telegraph: Soya skin keeps fruit fresh
10. Irish Times: Chilling without the pressure
11. Editor-in-Chief tops the world rankings in Agriculture Sciences
12. 神州学人: 华人学者孙大文居农业科学世界排名前列
13. 神州学人: 孙大文博士当选英国皇家食品工程师年度人物[وصلة مكسورة]
14. 人民日报: 爱尔兰国立大学教授孙大文获英国食品工程师年度人物 نسخة محفوظة 6 أبريل 2012 على موقع واي باك مشين.
15. 新华网: 我心依然是中国心
16. 新华网: 孙大文当选英国皇家食品工程师年度人物
17. 潮州日报: 农业科学带头人——记爱尔兰潮籍教授孙大文[وصلة مكسورة]
18. 潮州日报: 站在世界食品工程研究领域之巅 - 孙大文博士当选英国皇家食品工程师年度人物[وصلة مكسورة]

## وصلات خارجية
- http://www.ucd.ie/refrig
- http://www.ucd.ie/sun
- http://www.ucd.ie/sun/list.html نسخة محفوظة 25 سبتمبر 2012 على موقع واي باك مشين.